# Júlia (novel·la)
Júlia és el títol de la primera novel·la de l'escriptora alcoiana Isabel-Clara Simó, i va ser editada per primera volta l'any 1983. Quatre anys abans havia editat el llibre de contes És quan miro que hi veig clar. Es va traduir a l'anglès i al castellà i no ha deixat reeditar-se. Certs crítics troben aquesta novel·la la seua obra més emblemàtica.
L'argument, inspirat en personatges i fets reals de la història alcoiana, està ambientat en l'anomenada Revolució del Petroli, insurrecció popular esdevinguda a Alcoi el 1873: la història retrata l'evolució de la seua protagonista, Júlia, d'obrera en la indústria tèxtil a integrant de la burgesia industrial.
L'assagista suecà Joan Fuster va ser qui esperonà l'autora a escriure este llibre, en llançar una mena de desafiament als escriptors alcoians perquè tractaren la seua revolta més famosa, si bé el temps de la novel·la és posterior a aquells fets, i només apareixen rememorats pels personatges que els van viure de primera mà. Encara que en les primeres edicions —a La Magrana— l'autora denota certes vacil·lacions pel que fa al model de llengua (sobretot en els parlars dels personatges), les edicions més recents de l'obra —ja amb els drets en mans de Bromera— intenten apropar-se al parlar alcoià en els diàlegs.

## Traduccions
- Hart, Patricia (traducció). Júlia (en anglès).  University Press of the South, 1998, p. 256. ISBN 1-889431-31-1.[6]